# الصراع الفكري في الأدب السوري (كتاب)
الصراع الفكري في الأدب السوري هو كتاب في الفكر والنقد الأدبي لمؤسس الحزب السوري القومي الاجتماعي أنطون سعادة (1904 - 1949) صدر في العام 1943 عن مطبعة في بوينس آيرس في الأرجنتين، وأعيد طبعه غير مرة في لبنان والعالم العربي، ومنها طبعة ثانية منقحّة قي العام 1947، وطبعة أخرى بإشراف عمدة الثقافة في الحزب السوري القومي الاجتماعي في بيروت في شهر آب (أغسطس) 1978، ضمن الآثار الكاملة لمؤلفات سعادة. ويعد الكتّاب من «ركائز الحداثة الشعرية العربية»، إذ كان من أوائل الكتب العربية التي اهتمت بتقديم نظرة جديدة للأدب العربي عمومًا، والأدب السوري (سورية الكبرى التي ينادي بها سعادة) خصوصًا. وقد آثار الكتاب منذ صدوره اهتمام الأدباء والدارسين والطلبة والأوساط التي لها عناية بالشؤون الأدبية وتطور الفكر في سورية. ولعل من أبرز الذين تأثروا بما جاء في الكتاب، العديد من الشعراء والفنانين، ومنهم جماعة مجلة شعر، كما كتب عن الكتاب العديد من المقالات والدراسات والمؤلفات.

## بدايات
ينتمي كتاب «الصراع الفكري في الأدب السوري» إلى كتابات المرحلة الثالثة (1938 - 1947)، وهي مرحلة الاغتراب القسري لسعادة في الأرجنتين. ونشرت فصول الكتاب بدايةً، على شكل مقالات في صحيفة «الزوبعة» التابعة للحزب السوري القومي الاجتماعي في الأرجنتين، وقد بلغت 8 مقالات نشرت على النحو الآتي:
- كانت البداية في مقالة نشرها سعادة بإمضاء «هاني بعل» في عدد الصحيفة 50، العام الثالث، 15 أغسطس (آب) 1942، الصفحة الأولى، تحت عنوان: الصراع الفكري في الأدب السوري: ثلاثة كتب وتعليق في ديوان.[20] وجاءت في الكتاب تحت عنوان: تخبط وفوضى - الحلقة الأولى.
- الثانية في العدد الواحد والخمسين، 1 سبتمبر (أيلول) 1942، الصفحة الرابعة. وجاءت في الكتاب تحت عنوان: تخبط وفوضى - الحلقة الثانية
- الثالثة في العدد الثاني والخمسين، 15 سبتمبر (ايلول) 1942، الصفحة الرابعة. وجاءت في الكتاب تحت عنوان: تجديد الأدب وتجديد الحياة - الحلقة الثالثة
- الرابعة، في العدد الثالث والخمسين، 1 أكتوبر (تشرين الأول) 1942، الصفحة الرابعة. وجاءت في الكتاب تحت عنوان: تجديد الأدب وتجديد الحياة - الحلقة الرابعة.
- الخامسة في العدد الرابع والخمسين، 15 أكتوبر 1942، الصفحة الرابعة. وجاءت في الكتاب تحت عنوان: من الظلمة إلى النور - الحلقة الخامسة.
- السادسة العدد الخامس والخمسين، 1 نوفمبر (تشرين الثاني) 1942، الصفحة الرابعة. وجاءت في الكتاب تحت عنوان: من الظلمة إلى النور - الحلقة السادسة.
- السابعة في العدد السادس والخمسين، 16 نوفمبر 1942، الصفحة الرابعة. وجاءت في الكتاب تحت عنوان: طريق الفكر السوري - الحلقة السابعة.
- والثامنة (كانت بإمضاء أنطون سعادة) في العدد السابع والخمسين، 1 ديسمبر (كانون الأول) 1942، الصفحة الرابعة. وجاءت في الكتاب تحت عنوان: طريق الفكر السوري - الحلقة الثامنة.

وأضيفت إلى الكتاب الذي جاء في خمسة فصول، حواش لكل فصل، وملاحق.
تناول سعادة في هذه المقالات بالنقد والتحليل أعمال أبرز أدباء المهجر في زمنه، من أمثال أمين الريحاني وشفيق معلوف ويوسف نعمان كذلك ميخائيل نعيمة، وانعطف إلى أدباء آخرين في سورية ولبنان من أمثال خليل مطران وسعيد عقل. ولم يتوقف عند من جمعهم تحت تسمية الأدباء السوريين، فالتفت إلى مصر وتناول أبرز أدبائها وعلى رأسهم محمد حسين هيكل وطه حسين وعباس محمود العقاد بوصفهم من أدباء العربية.
ويقول الناقد والباحث محمد الأسعد أن مقالات سعادة الأدبية آنذاك، كانت «أشبه بزوبعة فعلاً، أو عاصفة نقدية لا نجد لها مثيلاً في كتابات تلك الأيام».

## نظرة جديدة للأدب
استهلت طبعة الكتاب بفقرة لسعادة، تبرز فيها نظرته الجديدة إلى الأدب، وهي في الأصل، جاءت في تمهيد الفصل الثالث: «من الظلمة إلى النور»(ص 49). ومما جاء فيها:
«حصول النظرة الفلسفية الجديدة إلى الحياة والكون والفن يفتح آفاقًا جديدة للفكر ومناحي جديدة للشعور (...) وهنا نقطة الابتداء لطلب سياسة جديدة وأشكال سياسية جديدة ولفتح تاريخ أدب وفن جديدين؛ فالأدب والفن لا يمكن أن يتغيرا أو يتجددا إلا بنشوء نظرة فلسفية جديدة يتناولان قضاياها الكبرى، أي قضايا الحياة والكون والفن التي تشتمل عليها هذه النظرة».
ويشرح سعادة سبب اهتمامه بمقاربات موضوعات الأدب، فيقول في مقدمة الطبعة الأولى من الكتاب:
«كان موضوع الأدب يلوح أمام ناظري، ويطل من وراء المشاكل الإدارية والنفسية والسياسية التي تعرض أمامي. ولم أكن أجهل علاقة الأدب بهذه المشاكل، وإمكانيات تذليلها بإنشاء أدب جديد، حي. وكم كنتُ أتألم من تفاهة الأدب السائد في سورية، وأشعر أن فوضى الأدب وبلبلة الأدباء تحملان نصيبًا غير قليل من مسؤولية التزعزع النفسي والاضطراب الفكري، والتفسخ الروحي المنتشر في أمتي. وكان هذا التألم يحفزني لانتهاز كل فرصة عارضة للفت نظر الأدباء الذين يحدث بيني وبينهم اتصال إلى فقر الأدب السوري، وشقاء حاله، وفداحة ضرره، ولتوجيههم نحو مطالب الحياة وقضاياها الكبرى، وخطط النفس السورية في سياق التاريخ».

### تجديد الأدب وتجديد الحياة
بعد توجيه انتقاداته لعدد من الأدباء والشعراء، يأخذ سعادة بتقديم ما يرى فيه الخلاص الحقيقي من التخبط والفوضى تحت عنوان «تجديد الأدب وتجديد الحياة». ويلحظ الباحث محمد الأسعد، أنه ومن هذا العنوان «يبدو واضحاً سبب اتهام آراء من تناول من أسماء بالسطحية والتعميم، وهو عدم ربطهم تجديد الأدب بتجديد الحياة ذاتها».

يقول سعادة: 
«إن الأدب كله من نثر ونظم... لا يمكن أن يُحدث تجديداً من تلقاء نفسه، فالأدب ليس الفكر عينه، وليس الشعور بالذات. ولذلك أقول إن التجديد في الأدب مسبّب لا سبب، هو نتيجة حصول التجديد أو التغيير في الفكر وفي الشعور، في الحياة وفي النظرة إلى الحياة، هو نتيجة حصول ثورة روحية، مادية، اجتماعية، سياسية تغير حياة شعب بأسره، وأوضاع حياته، وتفتح آفاقاً جديدة للفكر وطرائقه وللشعور ومناحيه».

## الشعر التمّوزي
يدعو سعادة في كتابه - بحسب الباحث محمود شريح - شعراء سورية إلى الأخذ "بنظرة جديدة إلى الحياة والكون والفنّ" ينجرّ عنها فهم جديد للوجود وقضاياه، وبهذه النظرة وهذا الفهم تتضح "حقيقة نفسيتنا ومطامحنا ومثلنا العليا". ويلحظ شريح أنه في دعوة سعادة هذه "عودة إلى الجذور وردّ اعتبار إلى الأصالة. يصرّ على ضرورة توظيف أسطورة تمّوز: "ليست قصة أدون أو أدونيس مجهولة. وكلّ متأمّل فيها يجد لها مغزى وعلاقة وثيقة بمجرى الحياة. وهذه ليست القصّة الأسطوريّة الوحيدة. ففي اكتشافات رأس شمرا، قرب اللاذقية، ظهرت حقائق عن التخيّل السُوري في الحياة وقضاياها الكبرى"، بهذه الإشارة "فتح سعادة بابًا جديدًا في القول الشعري، لا سيّما تحت خانة ما اصطلح على تسميته الشعر التمّوزي وما ينطوي عليه من مضامين البعث بعد الموت والخصب إثر اليباب".
وفي دراسة تحت عنوان: «أثر أنطون سعاده في تيار الحداثة الشعرية»، ينقل الباحث حسن سيد هاشمي عن الناقد الأدبي منيف موسى قوله: إن مسألة الأساطير هي من أهم ما جاء عند سعادة في المواضيع الأدبية، وإن دعوته إلى استثمار خيرات الأساطير «فكراً وروحاً» كانت عاملاً مهماً في ظهور ما يسمى بـ«الشعر التموزي». مصطلح «الشعراء التموزيون» ابتكره الناقد والروائي الراحل جبرا إبراهيم جبرا وأطلقه على أدونيس ويوسف الخال وبدر شاكر السيّاب وخليل حاوي وجبرا نفسه، في إشارة إلى ارتباط أعمال هؤلاء بفكرة البعث في أسطورة «تموز وعشتار». ويلفت الباحث إلى أن صورة سعادة لدى هؤلاء الشعراء كما لدى القوميين بصورةٍ عامة، تتماهى إلى حدٍّ بعيد مع صورة أدونيس/ تموز، سقراط والمسيح؛ أي صورة الفداء والتضحية من أجل هدفٍ أسمى.
ويؤكد الباحث د. أديب صعب أنه في «طليعة المتأثرين برسالة» الصراع الفكري في الأدب السوري «الشاعر أدونيس». ويضيف: «ما هو إلا وقت قصير حتى نشأت ونمت ظاهرة» الشعراء التموزيّين«، أي أُولئك الذين استخدموا أساطير الحضارة السورية في شعرهم، ومنها أُسطورة تمّوز».

ويخلص صعب للقول: 
«والحقّ أنّ الحداثة في الشعر العربي مَدينة لا إلى الشعراء الذين حققوها فحسب، بل إلى تنظير المفكر العظيم الرائد أنطون سعادة الذي دعاهم إليها».
فهؤلاء الشعراء لبّوا، قاصدين ذلك أم لم يقصدوا، دعوة سعادة الذي رأى أنه «متى أخذ الأدباء السوريون، الموهوبون، المدركون سمو النظرة السورية القومية الاجتماعية إلى الحياة والكون والفن يطلعون على هذه الكنوز الروحية الثمينة، ازدادوا يقيناً بحقيقة نظرتهم وعظمة أسبابها، وبقوة الموحيات الفلسفية والفنية الأصلية في طبيعة أمتهم، التي يؤهلهم فهمها لإنشاء أدب فخم، جميل، خالد».

## المصدر الرئيس
- سلسلة النظام الجديد (6)، أنطون سعادة: الصراع الفكري في الأدب السوري 1940، منشورات عمدة الثقافة في الحزب السوري القومي الاجتماعي، بيروت آب 1978.

## وصلات خارجية
- الصراع الفكري في الأدب السوري
- الميثولوجيا في فكر سعادة: الخصوبة والفداء في «الحقيقة النفسية» لسوريا
- الدين والمجتمع في فكر أنطون سعادة
- هاين: نهضته ترتكز على الهويّة القوميّة